# Roman Grigorev
Roman Grigorev (26 november 1990) is een Russisch professioneel basketballer die ook in het bezit is van een Nederlands paspoort. Grigorev speelt voornamelijk op de power forward positie.

## Persoonlijk
Grigorev bezit ook de Nederlandse nationaliteit, omdat zijn stiefvader in het bezit is van een Nederlands paspoort.

## Erelijst
Maxxcom BSW
- All-Rookie Team (1): 2014